# Мустьєрська культура
Мустьє́ або Мустьє́р (лат. Mousterian) — археологічна культура в епоху палеоліту. Середній палеоліт — 80—32 тис. років
до н. е.
Пережитки зустрічаються і пізніше в епоху пізнього палеоліту. На стоянці Королеве шар Мустьєру лежить вище за шар пізнього палеоліту. Типові мустьєрські вістря виготовлені на леваллуазьких пластинах. Зустрічаються добре оброблені ручні рубила. Виділяють «зубчате», шарантське, левалуазьке Мустьє.
Мустьєрська пора припадає на кінець рісського зледеніння і ріс-вюрмського інтергляціалу. Рісське (його ще називають дніпровським) зледеніння було найбільшим. Вважають, що льодовик у цей час спускався з півночі Європи далеко на південь і досягав широти сучасного міста Дніпро.

## Час
Мустьєрська доба наступна після Ашельської, датується близько 100 000 років до н. е.
Припадає на найбільше зледеніння в Україні. Вдосконалюється техніка обробки каменю, ручні рубила замінюють конечники, скребла. До цієї доби належить найбільше відкриття людства, вміння добувати вогонь. Серед знахідок цієї доби — рештки людини в печері Кіїк-Коба, в Криму.

## Варіанти мустьєрської культури
Варіанти мустьєрської культури не дуже різноманітні і відрізняються частіше не наявністю чи відсутністю яких-небудь характерних типів знарядь, а їх частотним розподілом — в одних варіантах більше скребел, в інших — гостроконечників.
Причинами відмінностей варіантів мустьє можуть бути:
1. культурні відмінності,
2. існування знарядь різного призначення — для полювання, для обробки рослин, м'яса тощо,
3. специфіка обробки різних матеріалів і перевикористання різних знарядь з переоформленням,
4. хронологічні типи.

Основні типи мустьє Західної Європи такі:
- типове мустьє — в техніці леваллуа і без (наприклад, стоянки Ле Мустьє, Муссілієве, Мадонна дел'Арма),
- шарантське мустьє — типу Ля Кіна (багато бічних і поперечних скребел, мало знарядь в техніці леваллуа, ретуш типу Кіна — у вигляді риб'ячої луски, наприклад, стоянки Крапіна, Комб Греналь, Анціо, Гротта дель Поггіо і Гротта дель Кавалло) і Ля Феррассі (багато знарядь в техніці леваллуа, мало поперечних скребел, багато бічних скребел; проміжне між мустьє типу Кіна і типовим, наприклад, стоянки Ля Феррассі, Гротто ді косто),
- зубчасте мустьє — знаряддя з виїмками, ймовірно, для обробки древків списів (дуже мало бічних скребків, багато зубчастих знарядь, наприклад, стоянка «Комб Греналь»),
- мустьє в ашельской традиції — багато рубил, але є знаряддя верхньопалеолітичного типу, типу A (багато ручних рубил, ножі зі спинкою, різні форми скребел, наприклад, стоянка «Пеш-дель-Азе») і типу B (немає ручних рубил або маленькі ручні рубила, багато зубчастих знарядь, багато ножів зі спинкою, верхньопалеолітичні знаряддя, наприклад, стоянка Пеш-дель-Азе).

У Східній Європі відомі 5 основних типів мустьє і багато місцевих варіантів, наприклад листоподібне мустьє (наприклад, стоянка Стінка), загроське мустьє (Балкани). У Середземномор'ї варіанти схожі на західноєвропейські, але зі східним впливом ябрудської техніки. На Кавказі виявляється поєднання східноєвропейських, середземноморських і близькосхідних традицій (наприклад, ябрудська культура в Тсопі, загроське мустьє в печері Єреван). У Сибіру класичні мустьєрські пам'ятники поширені на півдні, краще вони вивчені на Алтаї (печери Окладнікова і Денисова), але місцями відомі і на схід («Торгалік-А» в Туві) і на північ (стоянка «Диринг» в Якутії).
На Близькому Сході переважають культури ябруд і преоріньяк, для яких типове виготовлення пластин, хоча древні пластини відомі і в Європі (Ринку-лес-Бапом у Франції і «Пієкарі IIa» в Польщі). Ці культури часто розглядаються як перехідні до верхньопалеолітичних.
Для мустьє Європи та Азії характерне існування безлічі ізольованих окремих груп, які, мабуть, мало впливали одна на одну, різні традиції дуже довго могли зберігатися без сприйняття елементів навіть поблизу розташованих культур.

## Територія
Мустьєрських стоянок і місцезнаходжень на території України виявлено і досліджено значно більше, ніж ашельських. На підставі вивчення знахідок з мустьєрських стоянок (крем'яних знарядь праці) вчені вважають, що розселення на території сучасної України йшло з півдня і південного заходу в обхід Чорного моря — через Кавказ та Центральну Європу.
Двобічне Мустьє Полісся, Волині, Прикарпаття, Східного Криму має багато спільного зі знахідками стоянок Німеччини, Польщі, Словаччини. Класичне однобічне та левалуазьке Мустьє Придністров'я, Західного Криму нагадує середній палеоліт Румунії, Хорватії, Греції.
Якщо пам'яток ашельської доби в Україні налічується не більш як 30, то стоянок середнього палеоліту значно більше — близько 200. Ці стоянки були залишені неандертальцями мустьєрського часу, що мешкали в Україні 130— 28 тис. років тому, а може й пізніше. Особливо багато їх досліджено в печерах гірського Криму: Кіїк-Коба, Вовчий грот, Шайтан-Коба, Чокурча, Старосілля, Ак-Кая, Заскельне, Пролом, Кабазі та ін. Більшість із них мають по кілька шарів, що лишилися від багаторазових відвідувань печер неандертальцями.
Крім гірського Криму групи мустьєрських стоянок відомі у Закарпатті (верхні шари Королеве, Рокосове), Подністров'ї (нижні шари «Молодове I», «Молодове V», «Кормань IV»), на Поділлі (Великий Глибочок, Пронятин), на Житомирщині (Рихта, Житомирська), у Надпоріжжі (Орел), Донбасі («Антонівка 1», «11», Курдюмівка, Званівка, Білокузьминівка). На території Північної України особливу увагу привертає стоянка Рихта на Житомирщині.
Рихта — стоянка мустьєрської доби на невисокому піщаному пагорбі над однойменною річкою у Житомирському Поліссі. Тут виявлено близько 11 тис. крем'яних виробів, у тому числі багато типових дископодібних нуклеусів, двобічно оброблених гостроконечників, скребел. Ці знахідки мають прямі аналогії з матеріалами мікокського типу з Центральної Європи.
Найбільше пам'яток мустьєрської культури знайдено на Кавказі. Знайдено майже 200 стоянок: Джуручула, печери «Кударс 1» і Цона, Дашджили  Дашсалахви. Також великим осередком мустьєрської культури є Середня Азія. Стоянки різняться між собою набором інвентарю, але всюди присутні різні скребла, скребки, проколки, різці. Також всюди домінує левалуазька техніка та плоскі нуклони. Стоянки мустьєрської культури також відомі і в Молдові у Вихватинцях, на березі середнього дону та середньої Волги, в антонівці та Приазов'ї, в балках на дніпровських порогах.

## Природні умови
Холодний клімат кінця ашельської і мустьєрської пори змушував людей широко користуватися вогнем, який неандертальці вже, мабуть, уміли штучно добувати. В печері Крапіна в Хорватії біля вогнища пізнього ашелю-мустьє виявлено веретеноподібні палички з обпаленими кінцями. Вважають, що за допомогою цих знарядь тертям чи свердлінням тут добували вогонь. Оволодіння способами штучного добування вогню було дуже важливим кроком у розвитку культури людства.
У мустьєрську холодну пору починається інтенсивне заселення печер. Людині, очевидно, довелося витримати у зв'язку з цим нелегку боротьбу з попередніми мешканцями — печерними хижаками (гієною, ведмедем). Там, де не було придатних для життя печер, виникають штучні житла. Рештки одного з них досліджено О. П. Чернишем на стоянці «Молодове І» на середньому Дністрі. Воно мало округлу форму, було обкладене навколо кістками мамонтів, мабуть, перекривалось шкурами диких тварин.
Природні умови мустьєрської культури відрізнялися від сучасних в багатьох аспектах. Через значну вологість і загальне похолодання клімату і в північних областях  Європи, Азії та Америки утворилися великі льодові покриви. Велика частина сучасної східно-європейської рівнини була покрита льодом. Центром зледеніння була Скандинавія.
Клімат відрізнявся великою вологістю, літо було прохолодним, а зима м'якою. В перед льодовиковій зоні ландшафт був тундровий та лісотундровий. Значення льодовикових природно-кліматичних умов в антропології дуже велика.
В мустьєрський період розвиток людини досяг рівня, який дозволив пристосуватися і вистояти в суворих природних умовах. Нові умови активізували свідому діяльність людини. Так появився одяг, вдосконалилося добування вогню і освоєння жител.

## Характеристика людини мустьєрської доби
Людина мустьєрської доби за багатьма своїми ознаками вже стояла набагато вище найдавнішої людини типу пітекантропа і синантропа.
У своїй фізичній будові люди мустьєрської доби знаходять досить багато суттєвих відмінностей між собою. Саме тому мустьєрців розділяють на певні групи; але, загалом, у них стільки спільних рис, що всіх древніх людей мустьєрської доби прийнято позначати одним загальним найменуванням — неандертальці (через знахідку в Неандерталі, Німеччина).
Судячи з європейських знахідок, неандерталець був кремезної статури з масивним скелетом і потужною мускулатурою. Ріст у неандертальця був невеликим (155—165 см). Позаяк тулуб неандертальця був відносно коротким, а вигини хребта були виражені слабко, то, цілком можливо, ходив він сутулячись, а бігав злегка пригнувшись до землі. Саме про таку ходу свідчать масивні кістки стопи неандертальця, що були знайдені в печері Киїк-Коба в Криму. Кисті рук неандертальця виявилися лапоподібними. Особливості черепа неандертальця: низький, похилий, сильно вперед виступають надбрівні дуги. Верхня щелепа сильно випирається вперед, різці великі, лопатоподібні. Виступу підборіддя немає.

## Спосіб життя мустьєрців і поступ у виробництві знарядь праці
Основою для життя в мустєрців було полювання. Серед тварин, на яких полювала мустьєрська людина, є мамонт і носоріг. Простежується відома вибірковість або спеціалізація зі способів вполювання певної тварини. Наприклад, в Старосіллі знайдено 98,4 % кісток дикого віслюка, а в Заскальній переважають знахідки кісток сайгака.
Полювання мало колективний характер, вимагало особливих навичок з боку мисливця. Більшість дослідників вважає, що деякі знаряддя (гостроконечники, листоподібні вістря) використовувалися  як наконечники метальних списів. Полювання доповнювалося збиральництвом; про це засвідчують знахідки терткових каменів, що служили для розтирання плодів і коренів їстівних рослин. Значення збиральництва для первісної людини було дуже великим.
Неандертальці епохи мустьє досягли відносно високої продуктивності, виготовляли більш ніж 60 видів знарядь праці, вели розвинутий мисливський промисел, займалися збиральництвом, жили в постійних поселеннях. Люди мустьєрської доби виготовляли різноманітні типи наконечників (використовувалися як ножі для різання, кинджали), скребел (для розділення туш, обробки шкур і дерева) тощо. Все це говорить про спеціалізацію знарядь праці в епоху мустьє на відміну від початкових етапів виробництва.
Таким чином, збільшення різноманітності знарядь праці свідчить про ускладнення технології їх виготовлення. Незважаючи на те, що сама структура технологічного процесу залишалася старою, проте удосконалювалися її основні етапи: набули більш правильної форми ядрища; стали більш удосконаленими відщепи; зросла кількість операцій; технологія виготовлення стала триступеневою (оббивка, сколювання, ретуш). Такий складний процес вимагав значного досвіду, навичок, координації рухів і певної спеціалізації в цій справі. Пізніше з'явилися складені знаряддя (списи, рогатини, ножі, скребла з дерев'яними рукоятками тощо) і почав застосовуватися такий технологічний прийом, як розжарювання каменю у вогні, а потім його охолодження у воді.
Серед знарядь них значна кількість це невеликі знаряддя, які первісні люди тримали не всією рукою, а двома або трьома пальцями.
Однією з важливих пам'яток південної Азії є Денисова печера в гірському Алтаї. 
В мустьєрських шарах виявлені галочні вироби з односторонньою оббитою формою леза, нуклеуси з безсистемним заняттям поверхні, левалуазькими гостроконечниками, скребла та зубчасті знаряддя. 
Мустьєрський період був значним кроком в розвитку виробничих сил первісного суспільства. З'являється різний кам'яний інвентар. Вдосконалилася техніка розколювання та вторинна обробка каменю. Під час мустьєрської культури застосування левалуазької обробки каменю покращилася якість знарядь.

## Досягнення мустьєрців
У мустьєрську епоху людство зробило величезний крок вперед. З'явилася людина нового виду, яка змогла вдосконалити техніку виготовлення кам'яних знарядь, прийомів полювання, розвинути зачатки будування жител. У цю ж епоху зароджується мистецтво, з'являються поховання, з чим, власне, пов'язують зачатки релігії, жодних слідів якої в домустьєрський період не виявлено.
Багато археологів вважає, що в мустьєрську епоху, а можливо навіть і до неї, починає формуватися розподіл праці за статтю та віком, а також звертають увагу на високу організацію тогочасних людських колективів. У колективному будівництві штучних жител археологи справедливо вбачають ознаки високої організованості. У постійному розміщенні стоянок у певних, вигідних для полювання місцевостях деякі археологи вбачають прояв первісної власності на мисливські угіддя.
Цей комплекс явищ дозволяє припустити, що в мустьєрську епоху формується нова соціальна організація. Зазвичай відрізняють первісне стадо ашельської епохи від кровноспорідненої общини мустьєрців.
Важливим явищем мустьєрської епохи стало подальше, більш широке, аніж у попередній період, освоєння нових просторів. Вже ашельські стоянки розташовувалися високо в горах (наприклад, стоянка Кударо). Тому людина мала перейти через Кавказький хребет. Ми не знаємо, зробила це людина чи ні, але можливо, що вона обійшла цей хребет узбережжям і вже потім розселилася на території Північного Кавказу. Центром розселення стає також Крим, де археологами відкрито багато мустьєрських стоянок. Наприклад: Киїк-Коба, Шайтан-Коба, Старосілля, Вовчий грот, а на Сході Криму — Заскальне.
Майже кожного року відкриваються нові стоянки по Дніпру і Дону, на берегах Азовського моря і Волги. Багато стоянок цього періоду знаходяться в Середній Азії: поблизу Ташкенту, в Бухарській оазі, у Ферганській долині. Є такі стоянки і на сході Казахстану.

## Стоянки та житла
Відомо чимало мустьєрських стоянок. Існували поселення або відкритого типу, або печерні. А також стоянки тимчасових  мисливських таборів. У Молдові 1 було розкопане житло у виді довгастого двокамерного намету з двома боковими прибудовами 5-8 метрів. Основним будівельним матеріалом були кістки мамонта. В середині жител були знайдені вогнища. Каркас  жител будувався із жердин і покривався шкурами. В таких  житлах жило 15-20 людей, які складали первісне суспільство.

## Пам'ятники
В мустьєрську епоху з'являються перші поховання. Рештки кількох поховань неандертальської людини виявлені в Криму, зокрема в печері Кіїк-Коба та під навісом скелі Ак-Кая поблизу Білогорська. Покійників клали у скорченому стані, обкладали кістками тварин, що вказує на виникнення якихось початкових форм первісної релігії і вірувань. Деякі дослідники вважають, що вже за мустьєрської епохи могли складатись і ранні форми образотворчого мистецтва.

## Господарство культури
Представники мустьєрської культури полювали на мамонтів, бізонів, диких коней та віслюків, гігантських та північних оленів, сайгаків.
Неандертальці використовали крім ручного рубила гостроконечники, скребла. Вони вміли добувати вогонь; жили в печерах або штучних житлах (коло з кісток мамонтів, перекрите шкурами тварин).

## Етнічна і расова належність
Носії культури неандертальці. Вони були представниками людей нового фізичного типу — кремезні, невисокого зросту (близько 160 см), з об'ємом мозку близько 1400 см³. Вони мали дуже похилий лоб з великим надорбітальним валиком, нижню щелепу без підборідного виступу; лицева частина черепа значно виступала вперед.